# للقصة بقية
للقصة بقية برنامج سياسي أسبوعي على قناة الجزيرة تقدمه المذيعة فيروز زياني، يناقش قضايا سياسية أو عامة تهم المشاهد العربي وتؤثر في حياته.
ويعرض البرنامج القضية بأبعاد مختلفة، حيث يطرح جزءاً من القضية بشكل قصصي عبر وثائقي مدته نصف ساعة، ثم يستكمل بقيتها بحوار مع متخصصين ومهتمين، مع إتاحة فرصة للمشاهدين للتفاعل مع القصة عبر منصات التواصل الاجتماعي بأشكالها المختلفة.

## أهداف البرنامج
ويسعى البرنامج من خلال هذا الشكل الجديد إلى تعزيز وزيادة مساحة الصورة على الشاشة، ومحاولة تقريب البرامج الحوارية إلى المشاهد من خلال دمجها بأفلام وثائقية، خاصة وأن طبيعة القضايا التي سيتناولها البرنامج تحتاج إلى هذه المعالجة والطريقة في التناول

## الحلقات
| رقم الحلقة | عنوان الحلقة                 | ضيف الحلقة | تاريخ العرض |
| ---------- | ---------------------------- | ---------- | ----------- |
| 1          | ياسر الحبيب الواجهة والتمويل | -          | 2016/11/07  |
| 2          | قصة قوات سوريا الديمقراطية   | -          | 2016/11/14  |
| 3          | كيف يصنع الفن الدكتاتور؟     | -          | 2016/11/21  |
| 4          | بورما الجرح المفتوح          | -          | 2016/12/04  |